# WEPF-8-Ball-Weltmeisterschaft
Die WEPF-8-Ball-Weltmeisterschaft ist die von der World Eightball Pool Federation ausgetragene Weltmeisterschaft in der Poolbillarddisziplin Blackball. Sie findet seit 1993 jährlich statt. Das Turnier wird 8-Ball-WM genannt, da Blackball insbesondere in Großbritannien häufig als 8-Ball bezeichnet wird, obwohl es sich von der Disziplin 8-Ball unterscheidet.
Erfolgreichster Spieler ist der Engländer Mick Hill, der sechsmal Weltmeister und zweimal Vizeweltmeister wurde. Sein Landsmann Gareth Potts gewann dreimal den WM-Titel und wurde einmal Vizeweltmeister. Die Schottin Sue Thompson ist mit elf Titeln die erfolgreichste Spielerin, vor Emma Cunningham aus Nordirland und Amy Beauchamp aus England, die jeweils dreimal Weltmeisterin wurden.

## Weltmeister

### Herren
| Jahr | Austragungsort | Sieger             | Ergebnis | Finalist           |
| ---- | -------------- | ------------------ | -------- | ------------------ |
| 1993 | Manchester     | Kevin Wright       |          | Terry Higginson    |
| 1994 | Manchester     | Rob McKenna        |          | unbekannt          |
| 1995 | Chorley        | Daz Ward           |          | Tony Holgate       |
| 1996 | Manchester     | Greg Farren        |          | Tony Holgate       |
| 1997 | Manchester     | Rob McKenna        |          | Lee Kendall        |
| 1998 | Blackpool      | Carl Morris        |          | Keith Brewer       |
| 1999 | Blackpool      | Quinten Hann       |          | Terry Hunt         |
| 2000 | Blackpool      | Jason Twist        |          | Carl Morris        |
| 2001 | Blackpool      | Chris Melling      | 11:10    | Rob McKenna        |
| 2002 | Blackpool      | Jason Twist        | 11:9     | Yannick Beaufils   |
| 2003 | Blackpool      | Chris Melling      | 11:7     | Jason Twist        |
| 2004 | Blackpool      | Mick Hill          | 11:9     | Darren Appleton    |
| 2005 | Blackpool      | Gareth Potts       | 11:7     | Chris Melling      |
| 2006 | Blackpool      | Mark Selby         | 11:7     | Darren Appleton    |
| 2007 | Blackpool      | Gareth Potts       |          | Mick Hill          |
| 2008 | Blackpool      | Gareth Potts       |          | Jason Twist        |
| 2009 | Blackpool      | Phil Harrison      | 11:7     | Mick Hill          |
| 2010 | Blackpool      | Mick Hill          |          | Gareth Potts       |
| 2011 | Blackpool      | Adam Davis         | 11:9     | Phil Harrison      |
| 2012 | Blackpool      | John Roe           | 11:7     | Lee Kendall        |
| 2013 | Blackpool      | Tom Cousins        | 11:10    | Craig Waddingham   |
| 2014 | Blackpool      | Tom Cousins        | 11:7     | Giuseppe d’Imperio |
| 2015 | Blackpool      | Mick Hill          | 11:5     | Nigel Clarke       |
| 2016 | Blackpool      | Shaun Chipperfield | 11:4     | Karl Sutton        |
| 2017 | Blackpool      | Mick Hill          | 11:6     | Phil Harrison      |
| 2018 | Blackpool      | Mick Hill          | 11:8     | Phil Harrison      |
| 2019 | Blackpool      | Mick Hill          | 11:6     | Dom Cooney         |

#### Rangliste
| Platz | Spieler            | Gold | Silber |
| ----- | ------------------ | ---- | ------ |
| 1     | Mick Hill          | 6    | 2      |
| 2     | Gareth Potts       | 3    | 1      |
| 3     | Jason Twist        | 2    | 2      |
| 4     | Rob McKenna        | 2    | 1      |
| 4     | Chris Melling      | 2    | 1      |
| 6     | Tom Cousins        | 2    | 0      |
| 7     | Phil Harrison      | 1    | 3      |
| 8     | Carl Morris        | 1    | 1      |
| 9     | Shaun Chipperfield | 1    | 0      |
| 9     | Adam Davis         | 1    | 0      |
| 9     | Greg Farren        | 1    | 0      |
| 9     | Quinten Hann       | 1    | 0      |
| 9     | John Roe           | 1    | 0      |
| 9     | Mark Selby         | 1    | 0      |
| 9     | Daz Ward           | 1    | 0      |
| 9     | Kevin Wright       | 1    | 0      |

### Damen
| Jahr | Austragungsort | Siegerin          | Ergebnis | Finalistin       |
| ---- | -------------- | ----------------- | -------- | ---------------- |
| 1993 | unbekannt      | Linda Moffat      |          | unbekannt        |
| 1994 | unbekannt      | Linda Moffat      |          | unbekannt        |
| 1995 | unbekannt      | Linda Leadbitter  |          | unbekannt        |
| 1996 | unbekannt      | Sue Thompson      |          | unbekannt        |
| 1997 | unbekannt      | Sue Thompson      |          | unbekannt        |
| 1998 | unbekannt      | Linda Leadbitter  |          | unbekannt        |
| 1999 | Blackpool      | Lisa Quick        |          | unbekannt        |
| 2000 | Blackpool      | Sue Thompson      | 8:5      | Linda Leadbitter |
| 2001 | Blackpool      | Lisa Quick        |          | unbekannt        |
| 2002 | Blackpool      | Sue Thompson      | 8:3      | Lisa Quick       |
| 2003 | Blackpool      | Sue Thompson      | 8:3      | Lisa Quick       |
| 2004 | Blackpool      | Sue Thompson      | 8:2      | Emma Cunningham  |
| 2005 | Blackpool      | Emma Cunningham   | 8:5      | Sue Thompson     |
| 2006 | Blackpool      | Sue Thompson      | 8:6      | Emma Cunningham  |
| 2007 | Blackpool      | Sue Thompson      |          | unbekannt        |
| 2008 | Blackpool      | Lynette Horsburgh |          | unbekannt        |
| 2009 | Blackpool      | Sue Thompson      |          | unbekannt        |
| 2010 | Blackpool      | Sue Thompson      |          | unbekannt        |
| 2011 | Blackpool      | Emma Cunningham   | 8:2      | Renata Delahunty |
| 2012 | Blackpool      | Sue Thompson      | 8:3      | Sharon Wright    |
| 2013 | Blackpool      | Emma Cunningham   | 8:4      | Barbara Taylor   |
| 2014 | Blackpool      | Kirsty Davies     | 8:6      | Emma Wilkinson   |
| 2015 | Blackpool      | Amy Beauchamp     | 8:4      | Emma Wilkinson   |
| 2016 | Blackpool      | Sabrilla Brunet   | 8:4      | Amy Beauchamp    |
| 2017 | Blackpool      | Amy Beauchamp     | 8:1      | Kerry Griffiths  |
| 2018 | Blackpool      | Barbara Taylor    | 8:7      | Sharon James     |
| 2019 | Blackpool      | Amy Beauchamp     | 8:5      | Sharon James     |

#### Rangliste
| Platz | Spielerin         | Gold |
| ----- | ----------------- | ---- |
| 1     | Sue Thompson      | 11   |
| 2     | Emma Cunningham   | 3    |
| 2     | Amy Beauchamp     | 3    |
| 4     | Linda Leadbitter  | 2    |
| 4     | Linda Moffat      | 2    |
| 4     | Lisa Quick        | 2    |
| 7     | Lynette Horsburgh | 1    |
| 7     | Kirsty Davies     | 1    |
| 7     | Sabrilla Brunet   | 1    |
| 7     | Barbara Taylor    | 1    |

### Junioren
| Jahr | Austragungsort | Sieger              | Ergebnis | Finalist         |
| ---- | -------------- | ------------------- | -------- | ---------------- |
| 1994 | unbekannt      | Derek Murphy        |          | unbekannt        |
| 1995 | unbekannt      | Mathew Franceschini |          | unbekannt        |
| 1996 | unbekannt      | Ben Crawley         |          | unbekannt        |
| 1997 | unbekannt      | Chris Melling       |          | unbekannt        |
| 1998 | unbekannt      | Kurt Morris         |          | unbekannt        |
| 1999 | Blackpool      | Tim Singh           |          | unbekannt        |
| 2000 | Blackpool      | Gareth Potts        |          | unbekannt        |
| 2001 | Blackpool      | Darren Matthew      | 7:3      | Marcus Phillips  |
| 2002 | Blackpool      | Darren Matthew      | 7:5      | Gary Clark       |
| 2003 | Blackpool      | Darren Matthew      | 7:3      | Thomas Morrow    |
| 2004 | Blackpool      | Jordan Church       | 7:3      | Richard Twomey   |
| 2005 | Blackpool      | Jordan Church       | 7:4      | Stephen Dempsey  |
| 2006 | Blackpool      | Pat McCarron        | 8:4      | Sam Jeffrey      |
| 2007 | Blackpool      | Sean Conway         |          | unbekannt        |
| 2008 | Blackpool      | Paul McGuire        |          | unbekannt        |
| 2009 | Blackpool      | Ben Clark           |          | unbekannt        |
| 2010 | Blackpool      | Frank Costello      |          | unbekannt        |
| 2011 | Blackpool      | Frank Costello      | 8:5      | Joe O’Connor     |
| 2012 | Blackpool      | Joe O’Connor        | 8:7      | Callum Singleton |
| 2013 | Blackpool      | Carl Martin         | 8:7      | Joe O’Connor     |
| 2014 | Blackpool      | Carl Martin         | 8:5      | Adam Maher       |
| 2015 | Blackpool      | Aaron Davies        | 8:4      | Nathan Ellis     |
| 2016 | Blackpool      | Matthew Curwood     | 8:6      | Scott Muscat     |
| 2017 | Blackpool      | Cormac Kerr         | 8:6      | Ben Doyle        |
| 2018 | Blackpool      | Luke Gilbert        | 8:4      | Karol Galka      |
| 2019 | Blackpool      | Danyal Hussain      | 8:4      | Lee McCutcheon   |

#### Rangliste
| Platz | Spieler        | Gold |
| ----- | -------------- | ---- |
| 1     | Darren Matthew | 3    |
| 2     | Jordan Church  | 2    |
| 2     | Frank Costello | 2    |
| 2     | Carl Martin    | 2    |

### U-23-Junioren
(bis 2014 U-21-Junioren)
| Jahr | Austragungsort | Sieger             | Ergebnis | Finalist           |
| ---- | -------------- | ------------------ | -------- | ------------------ |
| 2011 | Blackpool      | Ashley Radford     | 8:7      | Ryan Fleming       |
| 2012 | Blackpool      | Ryan Davie         | 8:6      | Glen Hannibal      |
| 2013 | Blackpool      | Michael Hope       | 8:2      | Giuseppe d’Imperio |
| 2014 | Blackpool      | Giuseppe d’Imperio | 8:7      | Amine Amiri        |
| 2015 | Blackpool      | Ben Fortey         | 8:6      | Luke Bowry         |
| 2016 | Blackpool      | Giuseppe d’Imperio | 8:4      | Aaron Davies       |
| 2017 | Blackpool      | Callum Singleton   | 8:7      | Craig Lauder       |
| 2018 | Blackpool      | Cormac Kerr        | 8:4      | Jack Smithers      |
| 2019 | Blackpool      | Luke Gilbert       | 8:7      | Jordan Synnott     |

#### Rangliste
| Platz | Spieler            | Gold | Silber |
| ----- | ------------------ | ---- | ------ |
| 1     | Giuseppe d’Imperio | 2    | 1      |
| 2     | Ryan Davie         | 1    | 0      |
| 2     | Ben Fortey         | 1    | 0      |
| 2     | Michael Hope       | 1    | 0      |
| 2     | Cormac Kerr        | 1    | 0      |
| 2     | Ashley Radford     | 1    | 0      |
| 2     | Callum Singleton   | 1    | 0      |
| 2     | Luke Gilbert       | 1    | 0      |

### Senioren
| Jahr | Austragungsort | Sieger         | Ergebnis | Finalist         |
| ---- | -------------- | -------------- | -------- | ---------------- |
| 2011 | Blackpool      | Tony Kay       | 8:6      | Terry Bond       |
| 2012 | Blackpool      | Keith Brewer   | 8:0      | Peter Golding    |
| 2013 | Blackpool      | Stacy Vine     | 8:2      | Don Colbert      |
| 2014 | Blackpool      | Keith Brewer   | 8:3      | Steven Gray      |
| 2015 | Blackpool      | Steven Gray    | 8:6      | Keith Brewer     |
| 2016 | Blackpool      | Keith Brewer   | 8:1      | Marcel Micallef  |
| 2017 | Blackpool      | Steve Chambers | 8:6      | Shaun Eaton-Lees |
| 2018 | Blackpool      | Christ Mills   | 8:5      | Pat Ward         |
| 2019 | Blackpool      | James Pheely   | 8:3      | Videsh Sabharwal |

#### Rangliste
| Platz | Spieler        | Gold | Silber |
| ----- | -------------- | ---- | ------ |
| 1     | Keith Brewer   | 3    | 1      |
| 2     | Steven Gray    | 1    | 1      |
| 3     | Steve Chambers | 1    | 0      |
| 3     | Tony Kay       | 1    | 0      |
| 3     | Christ Mills   | 1    | 0      |
| 3     | Stacy Vine     | 1    | 0      |
| 3     | James Pheely   | 1    | 0      |

### Rollstuhlfahrer
| Jahr | Austragungsort | Sieger         | Ergebnis | Finalist          |
| ---- | -------------- | -------------- | -------- | ----------------- |
| 2008 | Blackpool      | Tony Southern  | 5:4      | Frankie Gillen    |
| 2009 | Blackpool      | unbekannt      |          | unbekannt         |
| 2010 | Blackpool      | unbekannt      |          | unbekannt         |
| 2011 | Blackpool      | unbekannt      |          | unbekannt         |
| 2012 | Blackpool      | unbekannt      |          | unbekannt         |
| 2013 | Blackpool      | Aslam Abubaker | 5:1      | Stephen Pettinato |
| 2014 | Blackpool      | Dave Beaumont  | 5:0      | Theresa Sheridan  |
| 2015 | Blackpool      | Dave Beaumont  | 5:4      | Ryan Kisten       |
| 2016 | Blackpool      | Aslam Abubaker | 5:2      | Dave Beaumont     |
| 2017 | Blackpool      | Aslam Abubaker | 5:1      | Dave Beaumont     |
| 2018 | Blackpool      | Dave Beaumont  | 5:3      | Aslam Abubaker    |
| 2019 | Blackpool      | Aslam Abubaker | 5:4      | Dave Beaumont     |

#### Rangliste
| Platz | Spieler        | Gold |
| ----- | -------------- | ---- |
| 1     | Aslam Abubaker | 4    |
| 2     | Dave Beaumont  | 3    |
| 3     | Tony Southern  | 1    |